# Técnica de Ziehl-Neelsen

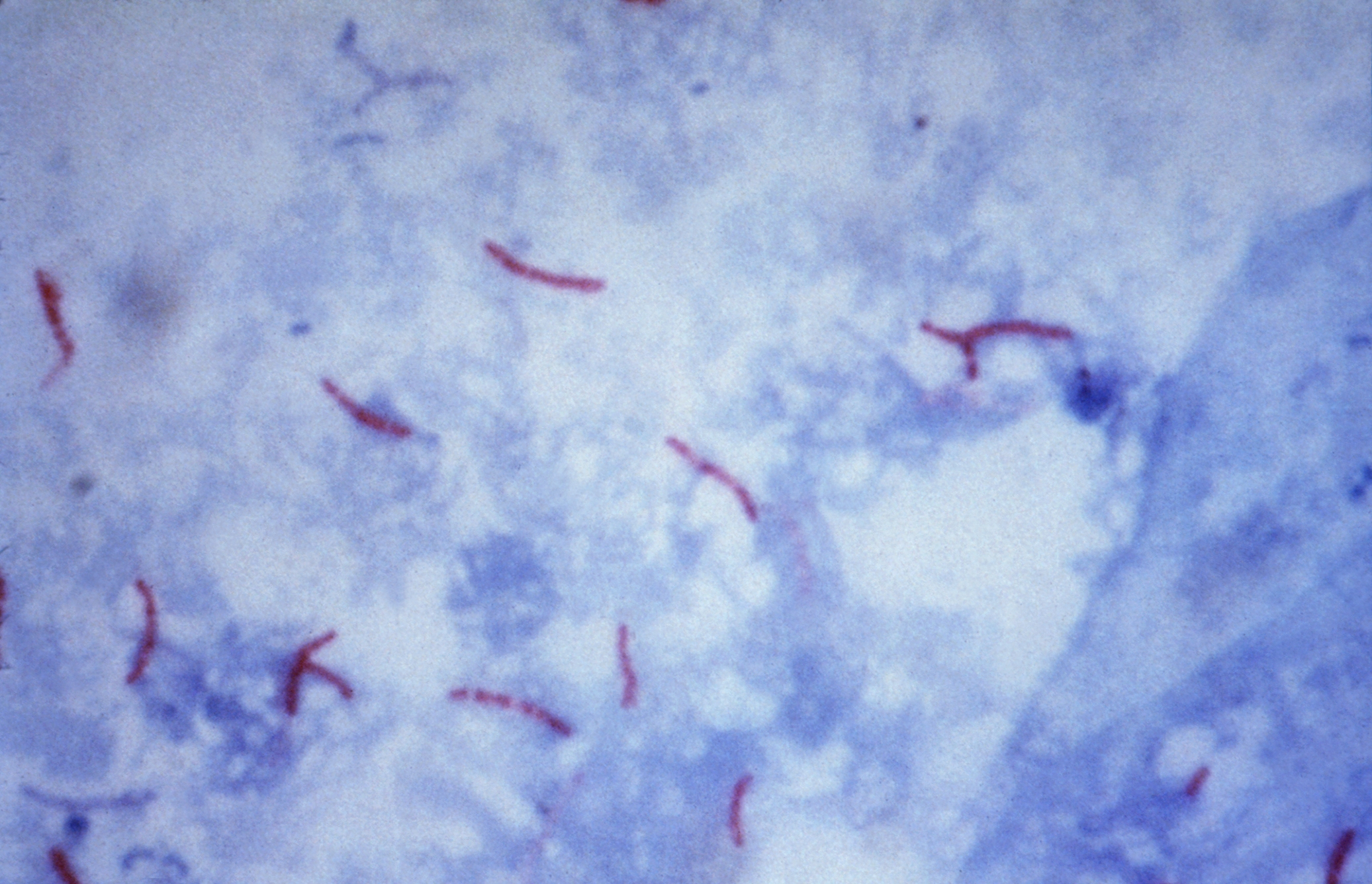
Mycobacterium tuberculosis corado com a técnica de Ziehl-Neelsen

A coloração ou técnica de Ziehl-Neelsen, abreviada na literatura muitas vezes como ZN, é uma técnica de coloração de bactérias mais agressiva que a técnica de Gram, sendo usada em bactérias que não são bem coradas com esta técnica, como os bacilos da lepra e da tuberculose, as bactérias dos gêneros Mycobacterium e Nocardia, entre outros. Foi desenvolvida por Franz Ziehl e posteriormente melhorada por Friedrich Neelsen, no final do século XIX.

## Técnica de Ziehl-Neelsen
Há bactérias que são resistentes à coloração, mas que uma vez coradas vão resistir fortemente à descoloração, mesmo por ácidos fortes diluídos e álcool absoluto. Às bactérias que possuem esta propriedade dizemos que são ácido-álcool resistentes, (BAAR) (géneros Mycobacterium e Nocardia). Esta característica é devida ao elevado teor de lípidos estruturais (ex. ácido micólico) na parede celular destas bactérias, que provoca uma grande hidrofobicidade, dificultando a ação dos mordentes e diferenciadores de corantes aquosos.
A técnica de Ziehl-Neelsen evidencia esta ácido-álcool resistência. Entretanto, a álcool- ácido resistência é variável entre as espécies e implica em uma alteração na técnica. No caso do Mycobacterium tuberculosis a técnica segue o seguinte protocolo:
1. Confeccionar o esfregaço seguindo as técnicas atuais de biossegurança[5];
2. Cobrir a lâmina com fucsina fenicada  0,3%(o mordente é o ácido fénico);
3. Aquecer a lâmina até à emissão de vapores (é importante não deixar ferver);
4. Aguardar 3 minutos e repetir o processo de aquecer a lâmina outras 3 vezes;
5. Lavar com água corrente;
6. Cobrir a lâmina com álcool-ácido 3% até descorar totalmente o esfregaço;
7. Lavar com água corrente;
8. Cobrir a lâmina com azul de metileno durante 1 minuto;
9. Lavar com água corrente;
10. Secar;
11. Observar em imersão.

No caso do Mycobacterium leprae a técnica segue o seguinte protocolo:
1. Confeccionar o esfregaço seguindo as técnicas atuais de biossegurança;[6]
2. Cobrir a lâmina por 20 minutos com fucsina fenicada 1% (o mordente é o ácido fénico);
3. Lavar com água corrente;
4. Cobrir a lâmina com álcool-ácido 1% até descorar totalmente o esfregaço;
5. Lavar com água corrente;
6. Cobrir a lâmina com azul de metileno 0,3% durante 5 minutos;
7. Lavar com água corrente;
8. Secar;
9. Observar em imersão.

A fucsina fenicada, atuando a quente, vai corar todas as células bacterianas e outras estruturas presentes no esfregaço de vermelho (o calor vai derreter os lípidos de membrana, tornando-a permeável). O ácido diluído em álcool aplicados vão descorar todas as bactérias exceto as ácido-álcool resistentes, que permanecem coradas de vermelho pela fucsina. Assim, ao serem observadas após coloração e contraste, com azul de metileno, encontraremos as bactérias:
- Ácido-álcool resistentes: coradas de vermelho.
- Não ácido-álcool resistentes: coradas de azul.

## Preparação para a Coloração
Na observação microscópica pós coloração o material a observar deve ser previamente fixado, o que facilita a observação de bactérias, uma vez que têm reduzidas dimensões, fraco contraste e algumas refringência e mobilidade.
A fixação é a coagulação do protoplasma bacteriano com o mínimo de deformação e sua colagem à lâmina. Como exemplos de agentes fixadores temos o calor, o formol e o éter.
A coloração recorre do uso de corantes e permite aumentar o contraste e evidenciar a estrutura bacteriana. Estes são compostos orgânicos, com um ou mais anéis benzénicos que se encontram ligados a dois grupos funcionais, o cromóforo que é responsável pela cor do corante e o auxócromo que se dissocia ionicamente em solução dotando o corante de capacidade para reagir com os tecidos, células e estruturas celulares. Podemos diferenciar dois tipos de corantes; os corantes ácidos (são negativos formando sais com cátions) e os corantes básicos (são positivos formando sais com ânions). Como as bactérias possuem carga elétrica negativa existe afinidade entre os corantes básicos e as estruturas celulares da bactéria permitindo que esta fique corada. Para reforçar a ação do corante, aumentando a força de ligação deste às estruturas celulares utilizam-se mordentes como o ácido tânico, o ácido crômico, o ácido fénico, o iodo (Soluto de Lugol), o calor e os álcalis. Os solutos corantes são compostos de várias substâncias sendo geralmente hidro-alcoólicos-fenicados porque além da substância corante possuem água para permitir a dissociação iônica do corante, álcool para conservar e ácido fénico que atua como mordente e como bacteriostático evitando a contaminação das soluções corantes. Após a aplicação do corante aplica-se um diferenciador que serve para retirar o excesso de corante (acetona, ácido sulfúrico, álcool 95º). Os diferenciadores têm a capacidade de descorar certas bactérias já previamente coradas e são usados em colorações policromáticas.
A preparação de colorações policromáticas segue um protocolo constante. Assim, sobre um esfregaço (células fixadas pelo calor), aplica-se:
1. O primeiro corante
2. O mordente
3. O diferenciador
4. Água (vai parar a diferenciação)
5. O segundo corante (vai ser contrastante)

## Aplicações
As técnicas de coloração ácido-resistente, desenvolvidas inicialmente por Paul Ehrlich se baseiam na presença de ácidos micólicos, como as voltadas para a identificação do Mycobacterium tuberculosis pela coloração de Ziehl Neilsen e Kinyoun.
Os esporos de Encephalitozoon cuniculi são coloridos com a coloração de Ziehl-Neelsen, os quais também apresentam afinidade com fucsina e azul de toluidina e a coloração azul de toluidina-fucsina.
A coloração de Ziehl-Neelsen também encontra aplicação no diagnóstico de um fungo causador de dermatites assim como de feohifomicoses chamado Curvularia lunata.